# Эстгётапортен
«Эстгётапортен» («Östgötaporten»), ранее «Норрчёпинг Идроттспарк» (швед. Norrköpings Idrottspark) — стадион в Норрчёпинге, Швеция. Домашняя арена футбольного клуба «Норрчёпинг».
На стадионе проходили 3 матча Чемпионата мира по футболу 1958 и 3 матча группового этапа Чемпионата Европы по футболу 1992. Неоднократно принимал матчи сборной Швеции по футболу. Рекорд посещаемости, 32 234 зрителя, был зафиксирован в 1956 году во время футбольного матча «Норрчёпинг» - «Мальмё». До реконструкции 1987 года был мультиспортивным, после неё стал только футбольным.